# Palparidius
Palparidius es un género de insectos de la familia Myrmeleontidae, y el único miembro de la tribu Palparidiini.

## Especies
Las especies son:
- Palparidius capicola Péringuey, 1910
- Palparidius concinnus Péringuey, 1910
- Palparidius fascipennis (Banks, 1911)